# اشلی مارتین المانزا
اشلی مارتین المانزا (به انگلیسی: Ashley Martin Almanza) (زاده ۱۹۶۳) کارآفرین، بازرگان و مدیر اجرایی اهل آفریقای جنوبی است، که در حال حاضر به‌عنوان مدیر عامل اجرایی شرکت جی۴اس فعالیت می‌کند.